# George Steevens

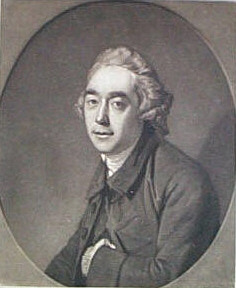
George Steevens

George Steevens (10. Mai 1736 in London – 22. Januar 1800 in Hampstead) war ein englischer Gelehrter und Herausgeber einer historischen Shakespeare-Gesamtausgabe.

## Leben
Steevens ist in Poplar, London geboren. Sein Vater war ein Direktor der East India Company. Er absolvierte das Eton College und studierte 1753 bis 1756 am King’s College. Er verließ die Universität ohne Abschluss und lebte eine Weile im Inner Temple, bevor er sich in Hampstead Heath niederließ. Steevens sammelte Bücher und erwarb im Laufe seines Lebens eine wertvolle Bibliothek elisabethanischer Literatur. Er besaß auch eine reiche Sammlung Drucke von William Hogarth. Im Mai 1767 wurde er zum Fellow der Royal Society gewählt. Steevens starb am 22. Januar 1800 in Hampstead. In seinem Geburtsort findet sich eine Gedenkstätte, die von John Flaxman gestaltet wurde und mit einer Inschrift auf seine Arbeiten zu Shakespeare hinweist.

## Herausgebertätigkeit
Steevens begann seine Arbeit an den Werken Shakespeares mit Reprints der Einzelausgaben (Quartos) unter dem Titel Twenty of the Plays of Shakespeare.  (1766). Dr. Johnson soll ihm den Vorschlag gemacht haben, eine Gesamtausgabe in Angriff zu nehmen. So entstand die sog. Johnson’s and Steevens’s Edition, auch bekannt als The Works of Shakespeare with the Corrections and Illustrations of Various Commentators (10 Bände, 1773). Dieser erste Entwurf einer Variorum-Edition wurde von ihm 1778 überarbeitet und 1785 von Isaac Reed mit Ergänzungen erneut herausgegeben. Die Shakespeare-Ausgabe von Edmond Malone aus dem Jahre 1790 forderte seinen Ehrgeiz heraus und er nahm eine weitere Ausgabe in Angriff, die 1793 in 15 Bänden erschien. Diese Ausgabe ist geradezu berüchtigt für ihre „waghalsigen und perversen Korrekturen und Anmerkungen“, die ihm den Spitznamen „Puck of Commentators“ eintrugen. Steevens’ Shakespeare-Ausgabe wurde von Isaac Reed im Jahr 1803 auf 21 Bänden erweitert fortgesetzt. Diese wird als erste Variorum-Ausgabe der Werke Shakespeare’s angesehen und wurde 1813 neu aufgelegt.